# Calyptogena magnifica
Calyptogena magnifica is een tweekleppigensoort uit de familie van de Vesicomyidae. De wetenschappelijke naam van de soort is voor het eerst geldig gepubliceerd in 1980 door Boss & Turner.